# Zac Goldsmith

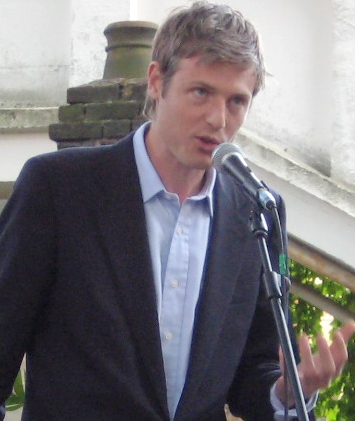
Zac Goldsmith

Frank Zacharias Robin "Zac" Goldsmith (Londres, 20 de enero de 1975) es un político británico.
Político británico miembro de la Cámara de los Comunes del Reino Unido desde mayo de 2010 hasta octubre de 2016, y también desde junio de 2017, fue el candidato conservador en las elecciones a la alcaldía de Londres de 2016.En 2008, se le pidió a Goldsmith que comentara sobre donaciones de a su partido sin estar inscrito en el censo electoral lo que era prohibido por ley.A finales de 2009, la prensa afirmó que Goldsmith no tenía domicilio fiscal en el país sino en un paraíso fiscal y que, como residente en Londres , aunque era beneficiario discrecional, tenía acceso a propiedades británicas a través de un fideicomiso que manejaba con su difunto padre, lo que llevó a una investigación.por evasión fiscal.Chris Huhne , portavoz de asuntos internos afirmó que era probable que Goldsmith hubiera evitado pagar 580.000 libras esterlinas anuales durante la década anterior gracias a su estatus de no residente fiscal.En las elecciones de 2014 tendría nuevamente problemas judiciales 
En julio de 2010, Channel 4 News cuestionó si Goldsmith había declarado cantidades inferiores a las gastadas en carteles, pegatinas y chaquetas de su campaña, y afirmó que su gasto de campaña era mucho mayor que el de otros diputados investigados.  Channel 4 presentaron su caso en línea, incluyendo escaneos de los documentos de gastos lo que desmintió la versión dada por Goldsmith 
En diciembre de 2015, Goldsmith votó a favor de los planes del gobierno de ampliar los bombardeos aéreos sobre objetivos  sobre Siria. También respaldó un proyecto de ley gubernamental que habría restringido la capacidad y derecho de los sindicatos para convocar a una huelga. Así también como protagonizar dichos racistas e islamofobosTras la muerte de su padre en 1997, se cree que Goldsmith heredó entre 200 y 300 millones de libras de un patrimonio estimado de 1200 millones de libras.